# Język ga
Język ga – język z rodziny języków kwa używany w Ghanie, w okolicach stolicy Akry. Językiem tym posługuje się około 600 tysięcy ludzi.